# Pure Data
Pure Data (förkortas Pd) är ett grafiskt programmeringsspråk utvecklat av  Miller Puckette på 1990-talet, för att skapa interaktiv datormusik och multimedia.  Även om Puckette är den huvudsakliga programmeraren är Pd ett open source-projekt och har en stor utvecklarbas som driver projektet vidare. Programmet är släppt under en licens som liknar BSD-licensen.
Musiken i datorspelet Spore är skapad i Pure Data.